# Isidoro Garnelo Fillol
Isidoro Garnelo Fillol (Énguera, 1867 - València, 1939) va ser un pintor i aquarel·lista valencià, que va conrear temes de gènere i religiosos. Catedràtic de colorit i composició, així com director de l'Acadèmia de Belles arts de Sant Carles.

## Vida
Es va instal·lar, en 1875, a la ciutat de València. Va estudiar dibuix a l'Escola de l'Ateneu Obrer de València, en l'Acadèmia de Belles Arts de València, i va ampliar la seva formació al costat de l'escultor José Guzmán Cuallar.
En 1891, es va traslladar a Roma per continuar els seus estudis gràcies a una pensió que li va ser concedida per la Diputació de València; allí va freqüentar l'Acadèmia Chigi, una mena de santuari obligat per a la majoria dels pintors hispànics pensionats a Roma, i va realitzar "La profecia de Sant Vicent Ferrer relativa al Papa Calixt III", que va ser exhibida tres anys després (1894) en l'Exposició Nacional de Belles arts d'Espanya i premiada amb la segona medalla. Va remetre les seves obres a certàmens i concursos artístics i en l'Exposició Nacional de Belles Arts de 1895 va obtenir una segona medalla pel llenç titulat Estudi de nu.
En 1896 va tornar a València i aconseguí per oposició la càtedra de Colorit i Composició de l'Escola de Belles Arts de Sant Carles. En 1927 fou nomenat acadèmic de Sant Carles i director de l'Escola de Belles Arts de València. Garnelo executà els grans plafons centrals després oferir-se a pintar-los sobre llenç, ja que el pintor Eduardo Soler es trobava impossibilitat per a escometre tal obra.
Va conrear indistintament la pintura i en l'escultura, excel·lent aquarel·lista de virtuosa pinzellada, la seva pintura es caracteritza per una tècnica impecable i en la seva obra escultòrica Garnelo s'aproxima a la imatgeria popular. De les seues mans va sortir una talla de Sant Vicent Ferrer que, obsequiada pel seu autor al pintor Ramón Garrido Méndez, va ocupar un lloc destacat a la casa d'aquest.
Home profundament religiós, va posar de manifest la seva condició de catòlic durant tota la seva vida.

## Treballs
- La profecia de Sant Vicent Ferrer relativa al Papa Calixt III, 1891, oli sobre llenç.
- Nen jacent, oli sobre llenç.
- Estudi de nu, oli sobre llenç, signat, 1894 (en dipòsit en el Museo de Belas Arts da Coruña).